# Ernest Truex
Ernest Truex (Kansas City, 19 settembre 1889 – Fallbrook, 26 giugno 1973) è stato un attore statunitense.
Nella sua lunga carriera, iniziata all'epoca del cinema muto nel 1913, girò oltre cento film, iniziando poi - alla fine degli anni quaranta - anche una carriera di attore televisivo.

## Filmografia parziale

### Cinema
- Caprice, regia di J. Searle Dawley (1913)
- An American Citizen, regia di J. Searle Dawley (1914)
- A Good Little Devil, regia di Edwin S. Porter e (non accreditato) J. Searle Dawley (1914)
- Dope, regia di Herman Lieb (1914)
- The Quest of the Sacred Jewel, regia di George Fitzmaurice (1914)
- The Bomb Boy, regia di George Fitzmaurice (1914)
- Artie, the Millionaire Kid, regia di Harry Handworth (1916)
- Come on In, regia di John Emerson (1918)
- Good-Bye, Bill, regia di John Emerson (1918)
- Six Cylinder Love, regia di Elmer Clifton (1923)
- La disfatta delle amazzoni (The Warrior's Husband), regia di Walter Lang (1933)
- Uno scozzese alla corte del Gran Khan (The Adventures of Marco Polo), regia di Archie Mayo (1938)
- Questo mondo è meraviglioso (It's a Wonderful World), regia di W. S. Van Dyke (1939)
- Situazione imbarazzante (Bachelor Mother), regia di Garson Kanin (1939)
- L'assassino è in casa (Slightly Honorable), regia di Tay Garnett (1939)
- La signora del venerdì (His Girl Friday), regia di Howard Hawks (1940)
- La signora dei diamanti (Adventure in Diamonds), regia di George Fitzmaurice (1940)
- Il romanzo di Lillian Russell (Lillian Russell), regia di Irving Cummings (1940)
- Un colpo di fortuna (Christmas in July), regia di Preston Sturges (1940)
- Signorine, non guardate i marinai (Star Spangled Rhythm), regia di George Marshall (1942)
- The Girl from Manhattan, regia di Alfred E. Green (1948)
- L'angelo del ring (The Leather Saint), regia di Alvin Ganzer (1956)
- I pionieri del Wisconsin (All Mine to Give), regia di Allen Reisner (1957)
- Il capitano dei mari del sud (Twilight for the Gods), regia di Joseph Pevney (1958)
- Un leone nel mio letto (Fluffy), regia di Earl Bellamy (1965)

### Televisione
- The Doctor – serie TV, episodio 1x28 (1953)
- Climax! – serie TV, episodio 2x07 (1955)
- Ai confini della realtà (The Twilight Zone) – serie TV, 2 episodi (1959-1962)
- La famiglia Potter (The Tom Ewell Show) - serie TV, episodio 1x10 (1960)
- June Allyson Show (The DuPont Show with June Allyson) – serie TV, episodio 2x13 (1960)
- Pete and Gladys – serie TV, 6 episodi (1961)
- The Dick Powell Show – serie TV, episodio 1x16 (1962)
- Bonanza – serie TV, episodio 6x08 (1964)